# James Healey (Schauspieler)
James Patrick Healey (* 13. Januar 1951 in County Galway, Irland) ist ein australischer Schauspieler.

## Leben
James Healey wurde 1951 in County Galway in Irland geboren. Er zog mit seiner Familie zuerst nach Manchester, England und dann 1970 nach Melbourne, Australien. Er besuchte die National Institute of Dramatic Art, Sydney, und bis 1977 die Royal Academy of Dramatic Art in London. 
Seinen ersten Auftritt absolvierte Healey 1972 in einer Folge der Fernsehserie Matlock Police. 1975 bis 1976 hatte er seine erste wiederkehrende Rolle in der Fernsehserie Morddezernat Melbourne. 1984 hatte er seine erste Filmrolle in Super Sleuth. 1990 hatte Healey in 60 Folgen der Fernsehserie California Clan eine Rolle inne.
Im Jahr 1993 wurde Healey wegen Körperverletzung mit einer tödlichen Waffe zu 200 Stunden gemeinnütziger Arbeit und drei Jahren auf Bewährung verurteilt.

## Filmografie
- 1972: Matlock Police (Fernsehserie, eine Folge)
- 1975–1976: Morddezernat Melbourne (Homicide, Fernsehserie, 2 Folgen)
- 1979: Play for Today (Fernsehserie, eine Folge)
- 1979: Penmarric (Fernsehserie, 2 Folgen)
- 1981: The Restless Years (Fernsehserie, 3 Folgen)
- 1983: Australien-Express (Five Mile Creek, Fernsehserie, eine Folge)
- 1983: Sons and Daughters (Fernsehserie, 2 Folgen)
- 1984: Super Sleuth (Fernsehfilm)
- 1984: Fantasy Man
- 1987: Agentin mit Herz (Scarecrow and Mrs. King, Fernsehserie, eine Folge)
- 1987–1988: Der Denver-Clan (Dynasty, Fernsehserie, 21 Folgen)
- 1990: California Clan (Santa Barbara, Fernsehserie, 60 Folgen)
- 1990: Flair (Miniserie, 2 Folgen)
- 1990: The Young Riders (Fernsehserie, eine Folge)
- 1991: Strangers (Fernsehfilm)
- 1991: Ein gesegnetes Team (Father Dowling Mysteries, Fernsehserie, eine Folge)
- 1991–1994: Tarzan (Tarzán, Fernsehserie, 5 Folgen)
- 1993: Undercover! – Ermittler zwischen den Fronten (Between the Lines, Fernsehserie, eine Folge)
- 1993–1994: Acapulco H.E.A.T. (Fernsehserie, 5 Folgen)
- 1994: Heartbeat (Fernsehserie, eine Folge)
- 1996: Cardiac Arrest (Fernsehserie, 6 Folgen)
- 1996: Die Spur des Verräters (Fernsehfilm)